# Super Bowl XI
A Super Bowl XI az 1976-os NFL-szezon döntője volt. A mérkőzést Pasadenában, a Rose Bowlban játszották 1977. január 9-én. A mérkőzést az Oakland Raiders nyerte. A találkozót 103 438 néző látta a helyszínen, amely akkor Super Bowl-rekordnak számított.

## A döntő résztvevői
Az Oakland Raiders az alapszakaszból 13–1-es mutatóval került a rájátszásba az AFC első kiemeltjeként. A konferencia-elődöntőben otthon a New England Patriots ellen, majd a konferencia-döntőben szintén hazai pályán a Pittsburgh Steelers ellen győzött.
A Minnesota Vikings 11–2–1-es teljesítménnyel zárta az alapszakaszt az NFC konferenciában, így ők is első kiemeltként jutottak a rájátszásba. A konferencia-elődöntőben otthon a Washington Redskins ellen, majd a konferencia-döntőben szintén hazai pályán a Los Angeles Rams ellen győzött. A Vikings korábban három Super Bowlon vett részt, de mindegyiket elvesztette.
Ez volt az első olyan Super Bowl, amelyen a két konferencia első kiemeltje mérkőzhetett.

## A mérkőzés
A mérkőzést 32–14-re az Oakland Raiders nyerte, amely története során először nyert Super Bowlt. A legértékesebb játékos a Raiders elkapója, Fred Biletnikoff lett. A Vikings negyedik Super Bowlját elvesztette el, ami akkor negatív rekordnak számított.
| N | Idő                  | Drive                | Drive                | Drive                | Csapat               | Play leírása                                                                       | Pont                 | Pont                 |                      |
| N | Idő                  | Play                 | Yard                 | Időtartam            | Csapat               | Play leírása                                                                       | Raiders              | Vikings              |                      |
| - | -------------------- | -------------------- | -------------------- | -------------------- | -------------------- | ---------------------------------------------------------------------------------- | -------------------- | -------------------- | -------------------- |
| 1 | nem volt pontszerzés | nem volt pontszerzés | nem volt pontszerzés | nem volt pontszerzés | nem volt pontszerzés | nem volt pontszerzés                                                               | nem volt pontszerzés | nem volt pontszerzés | nem volt pontszerzés |
|   |                      |                      |                      |                      |                      |                                                                                    |                      |                      |                      |
| 2 | 14:12                | 12                   | 90                   | 5:23                 | Raiders              | Mezőnygól. Errol Mann 24 yardról.                                                  | 3                    | 0                    |                      |
| 2 | 7:10                 | 10                   | 64                   | 5:21                 | Raiders              | Touchdown. Dave Casper 1 yardos átadás Ken Stablertől. Errol Mann jutalomrúgás.    | 10                   | 0                    |                      |
| 2 | 3:33                 | 5                    | 35                   | 2:20                 | Raiders              | Touchdown. Pete Banaszak 1 yardos futás. A jutalomrúgás rossz.                     | 16                   | 0                    |                      |
|   |                      |                      |                      |                      |                      |                                                                                    |                      |                      |                      |
| 3 | 5:16                 | 5                    | 31                   | 2:12                 | Raiders              | Mezőnygól. Errol Mann 40 yardról.                                                  | 19                   | 0                    |                      |
| 3 | 0:47                 | 12                   | 68                   | 4:29                 | Vikings              | Touchdown. Sammy White 8 yardos átadás Fran Tarkentontól. Fred Cox jutalomrúgás.   | 19                   | 7                    |                      |
|   |                      |                      |                      |                      |                      |                                                                                    |                      |                      |                      |
| 4 | 7:39                 | 4                    | 54                   | 2:27                 | Raiders              | Touchdown. Pete Banaszak 2 yardos futás. Errol Mann jutalomrúgás.                  | 26                   | 7                    |                      |
| 4 | 5:43                 | –                    | –                    | –                    | Raiders              | Touchdown. Willie Brown 75 yardos interception visszahordás. A jutalomrúgás rossz. | 32                   | 7                    |                      |
| 4 | 0:25                 | 9                    | 86                   | 1:31                 | Vikings              | Touchdown. Stu Voigt 13 yardos átadás Bob Lee-től. Fred Cox jutalomrúgás.          | 32                   | 14                   |                      |